# Jorge Fernández Díaz
Jorge Fernández Díaz (Valladolid, 6 de abril de 1950) es un expolítico español del Partido Popular, ministro de Interior del Primer Gobierno Rajoy.
Tras iniciar su carrera política como gobernador civil de Oviedo con UCD, en 1982 fue candidato de CDS a las elecciones generales por Barcelona. Tras el descalabro del partido se afilió a Alianza Popular, desempeñando diversos cargos orgánicos y autonómicos y convirtiéndose en una de las principales figuras del partido en Cataluña. En esta etapa defendió una política de entendimiento con el President de la Generalitat Jordi Pujol, lo que le enfrentó con el sector liderado por Alejo Vidal-Quadras y acabó con su destitución al frente del Partido Popular de Cataluña en 1991, tras ocho años de presidencia.
En los años siguientes ocupó distintas secretarías de Estado con José María Aznar y giró hacia posiciones más hostiles con el nacionalismo catalán. En 2011 fue nombrado ministro de Interior por Mariano Rajoy, en un mandato polémico cuya principal legislación fue la Ley mordaza, desarrollada al calor del ciclo de protestas de 2011-2015 y que generó fuertes críticas en España y el exterior. En 2016 se hizo público un escándalo por el que Fernández Díaz habría conspirado para fabricar casos de corrupción contra partidos independentistas, lo que motivó su no renovación al frente del Ministerio, siendo sustituido por Juan Ignacio Zoido. Este proceso, conocido como operación Cataluña, motivó la apertura de una comisión de investigación posterior.
En 2017 el Congreso de los Diputados consideró probada la creación de una «policía política» durante su mandato, liderada por Eugenio Pino con consentimiento del ministro, que investigó extrajudicialmente a adversarios políticos. En 2021 se inició la investigación del caso Kitchen, que investiga el espionaje y sustracción de documentos al tesorero del PP en el marco del caso Bárcenas desde el Ministerio de Interior, y por el que la Fiscalía Anticorrupción pidió 15 años de cárcel y 33 de inhabilitación para Fernández Díaz. Ello motivó su suspensión de militancia del PP. Fernández Díaz recibió críticas por sus actos religiosos en las instituciones.

## Biografía y trayectoria política
Su padre, Eduardo Fernández Ortega, fue teniente coronel de caballería en el ejército y subinspector jefe de la Guardia Urbana de Barcelona durante la dictadura franquista.Es hermano del también político del Partido Popular de Cataluña Alberto Fernández Díaz. Nació en Valladolid, pero lleva establecido en Barcelona desde los tres años. Estudió ingeniería industrial (especializado en organización industrial) y opositó al Cuerpo Superior de Inspectores de Trabajo y Seguridad Social del Estado. Fue inspector de trabajo y seguridad social e ingeniero del Instituto Nacional de Seguridad e Higiene en el Trabajo.

### Inicios en la política con la UCD y CDS (1978-1982)
Entre 1978 y 1980 fue delegado provincial de Trabajo en Barcelona en la UCD. Más tarde fue gobernador civil de la provincia de Oviedo (de julio de 1980 a julio de 1981) y de Barcelona desde julio de 1981 a septiembre de 1982, fecha en la que dimitió para presentarse como candidato del Centro Democrático y Social por Barcelona en las elecciones de octubre de ese año, sin conseguir escaño.

### Desde 1983: Alianza Popular y Partido Popular
Tras el descalabro electoral en aquellas elecciones (tan sólo 2 diputados nacionales), en enero de 1983 se unió a Alianza Popular, partido del cual fue elegido presidente provincial en Barcelona ese mismo año.
En las elecciones municipales de dicho año fue elegido concejal en el Ayuntamiento de Barcelona. Un año después fue elegido diputado en el Parlamento de Cataluña. Dentro del partido en Cataluña, Fernández Díaz ocupó la secretaría general entre 1985 y 1987 y, posteriormente presidente del ya Partido Popular en Barcelona y luego presidente regional, con lo que accedió al Comité Ejecutivo Nacional del partido. En 1988 fue reelegido diputado en el Parlamento catalán. Fue senador, por designación autonómica entre 1986 y 1989.

### Desde 1989: crisis y relevo en el PP de Cataluña, y salto a la política nacional

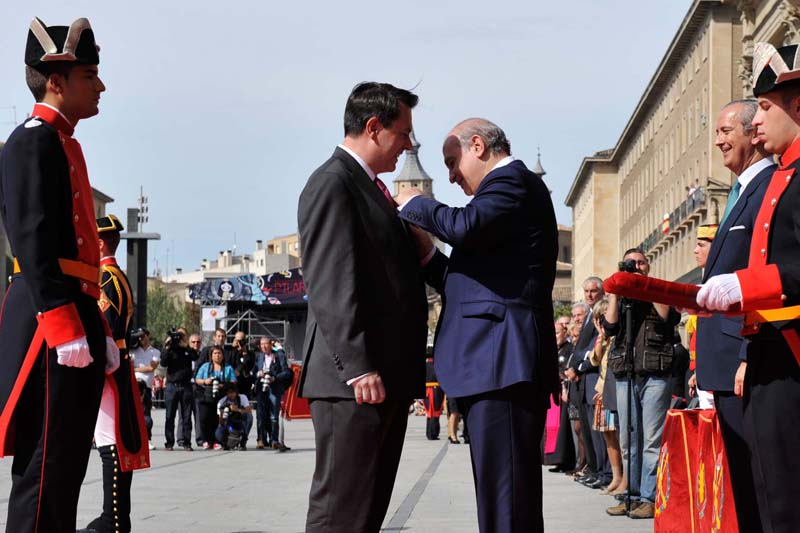
Fernández Díaz, como ministro de Interior, condecorando al pintor Augusto Ferrer-Dalmau.

Fue elegido diputado por la circunscripción electoral de Barcelona en las generales de 1989 (abandonando sus puestos en el Senado y el Parlamento de Cataluña), 1993, 1996, 2000, 2004 y 2008.
A finales de la década de 1980 y principios de la de 1990, el Partido Popular catalán atravesó una profunda crisis debido a que se enfrentaron dos tendencias: una, más decidida a enfrentarse al gobierno de Jordi Pujol liderada por Alejo Vidal-Quadras, y otra, más moderada liderada por el propio Jorge Fernández Díaz. Finalmente, en noviembre de 1990, la ejecutiva dirigida por este último fue sustituida por una gestora encabezada por Vidal-Quadras en Barcelona y en enero de 1991 lo mismo ocurrió con la ejecutiva regional, que fue relevada por una gestora dirigida por Josep Curtos, por lo que el ala dura del PP regional se hacía con el control de partido.
Tras la victoria del PP en las generales de 1996 y la investidura de José María Aznar, ocupó varios cargos públicos: Secretario de Estado para las Administraciones Territoriales (14 de mayo de 1996 - 22 de enero de 1999), Secretario de Estado de Educación, Universidades, Investigación y Desarrollo (22 de enero de 1999 - 5 de mayo de 2000) y Secretario de Estado de Relaciones con las Cortes (5 de mayo de 2000 - 19 de abril de 2004).
Durante la IX Legislatura (2008-2011) fue vicepresidente tercero del Congreso. Durante la X Legislatura (2011-2015) fue investido Ministro de Interior en el Gobierno presidido por Mariano Rajoy, siendo su principal legado legislativo la Ley mordaza, que recibió fuertes críticas. Volvió a ser cabeza de lista por Barcelona para las elecciones generales tanto en 2015, donde resultó elegido diputado por Barcelona como en 2016, donde volvió a ser cabeza de lista del Partido Popular por la circunscripción de Barcelona. Fue elegido diputado durante la XII legislatura. El 20 de julio de 2018, con la victoria de Pablo Casado en el Congreso Extraordinario del Partido Popular, fue nombrado secretario ejecutivo nacional de interior y libertades.

### Operación Cataluña y Caso Kitchen
En junio de 2016 se dan a conocer unas cintas, en que el ministro conspiraba, junto al director de la Oficina Antifraude de Cataluña, para acusar a cargos de CDC y ERC de corrupción. Tras ello, no fue renovado en el Ministerio, siendo sustituido por Juan Ignacio Zoido.
En septiembre de 2017 el Congreso de los Diputados concluyó que durante su mandato se usaron de manera fraudulenta el catálogo de puestos de trabajo, creándose una estructura policial por orden del Director Adjunto Operativo (DAO), Eugenio Pino, con el conocimiento y consentimiento del ministro, destinada a obstaculizar la investigación de los escándalos de corrupción que afectaban al Partido Popular y al seguimiento, la investigación y, en su caso, la persecución de adversarios políticos. A modo de ejemplo: PSOE (como demuestra la creación y trabajos realizados por las Brigada de Análisis y Revisión de Casos (BARC), el nacionalismo catalán (Xavier Trias) o Podemos (Informe Pisa). En septiembre de 2020 la Fiscalía Anticorrupción elaboró un informe en el que, vistos los «muy numerosos y concluyentes» indicios contra Fernández Díaz en la Operación Kitchen de espionaje a Luis Bárcenas, pide al juez que cite a declarar como imputado al exministro junto con la exsecretaria general del PP, María Dolores de Cospedal. En febrero de 2023, la Fiscalía solicitó para él 15 años de cárcel y 33 de inhabilitación como presunto 'cerebro' de la Kitchen, acusándolo de encubrimiento, malversación y delitos contra la intimidad.

## Religión
Jorge Fernández Díaz es un hombre de profundas convicciones católicas, es además supernumerario del Opus Dei
De joven fue católico no practicante. En 1991, en un viaje oficial a Las Vegas (Estados Unidos), comenzó un camino de reconversión que culminó en 1997. En la actualidad, considera la política como un «magnífico campo para el apostolado, la santificación y el servicio a los demás», asiste a Misa a diario y vive según el espíritu del Opus Dei. Sus convicciones religiosas han marcado su trayectoria política.
El 10 de diciembre de 2015, en una entrevista, Jorge Fernández Díaz afirmó que tenía un ángel de la guarda llamado Marcelo y que le ayudaba «en las pequeñas cosas, como aparcar el coche, y también en las grandes» y que el Papa Benedicto XVI le dijo que el Diablo quería destruir España con el independentismo de Cataluña.
Ha condecorado a advocaciones marianas como María Santísima del Amor (Málaga), a la que concedió la Medalla al Mérito Policial, o la Santísima Virgen de los Dolores de Archidona (Málaga) a la que concedió la Cruz de Plata de la Guardia Civil.

## Cargos desempeñados
- Delegado provincial de Trabajo en Barcelona. (1978-1980)
- Gobernador civil de Asturias. (1980-1981)
- Gobernador civil de Barcelona. (1981-1982)
- Concejal en el Ayuntamiento de Barcelona. (1983-1984)
- Diputado en el Parlamento de Cataluña. (1984-1989)
- Diputado por Barcelona en el Congreso de los Diputados. (1989-1996)
- Secretario de Estado para las Administraciones Públicas. (1996-1999)
- Secretario de Estado de Educación, Universidades, Investigación y Desarrollo. (1999-2000)
- Secretario de Estado de Relaciones con las Cortes. (2000-2004)
- Diputado por Barcelona en el Congreso de los Diputados. (Desde 2004)
- Vicepresidente tercero del Congreso de los Diputados. (2008-2011)
- Ministro del Interior. (2011-2016)

## Distinciones honoríficas
Jorge Fernández Díaz ha recibido numerosas distinciones en el desempeño de los diversos cargos y responsabilidades que ha ocupado, entre las que destacan:
- Caballero Comendador de la Orden de la Legión de Honor (República Francesa)
- Caballero Gran Cruz de la Orden Civil al Mérito de Portugal (República Portuguesa)
- Distintivo de Honor del Valor Cívico y Mérito de Primer Grado (República de Bulgaria)
- Caballero Gran Cruz de la Orden de San Carlos (República de Colombia)
- Gran Cruz de la Orden de San Gregorio Magno (Santa Sede)
- Caballero Gran Cruz de Mérito de la Orden Constantiniana de San Jorge (Casa de Borbón-Dos Sicilias)